# Amtsgericht Paderborn

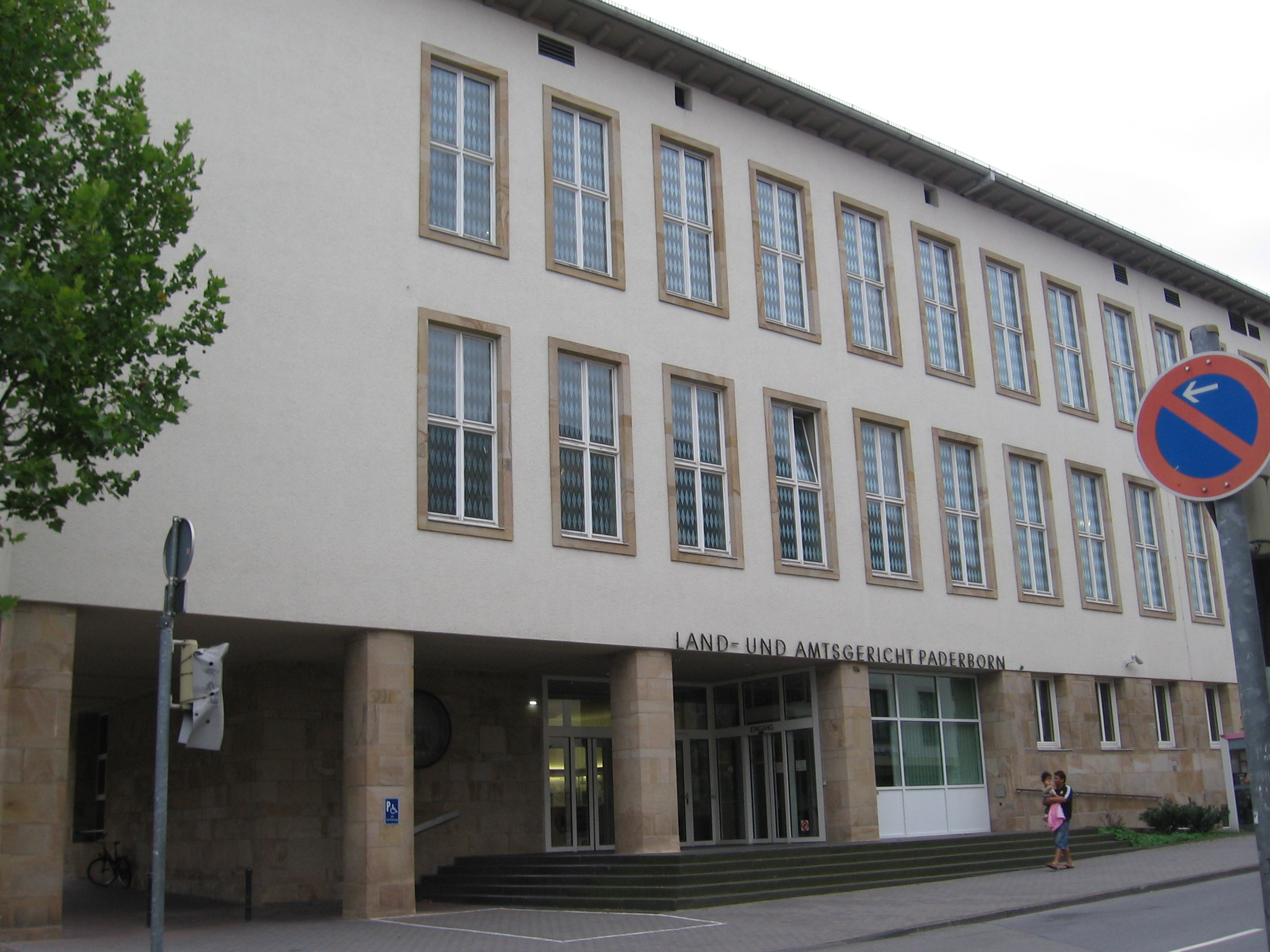
Land- und Amtsgericht Paderborn, Haupteingang (2011)

Das Amtsgericht Paderborn ist ein Gericht der ordentlichen Gerichtsbarkeit und eines von sechs Amtsgerichten im Bezirk des Landgerichts Paderborn.

## Gerichtssitz und -bezirk
Sitz des Gerichts ist Paderborn in Nordrhein-Westfalen. Der Gerichtsbezirk umfasst die Städte und Gemeinden Altenbeken, Bad Lippspringe, Bad Wünnenberg, Borchen, Büren, Lichtenau und Salzkotten. Als Zentrales Registergericht führt das Amtsgericht Paderborn das Handels- und das Genossenschaftsregister für den Landgerichtsbezirk Paderborn. Für diesen Bezirk ist auch die Zuständigkeit für Insolvenzverfahren bei ihm konzentriert. Außerdem ist das Amtsgericht Paderborn für die Landwirtschaftssachen der Amtsgerichtsbezirke Delbrück und Paderborn zuständig. Für Mahnverfahren zuständig ist die Zentrale Mahnabteilung des Amtsgerichts Hagen, wie für alle Antragsteller, die ihren Wohnsitz bzw. Sitz im Oberlandesgerichtsbezirk Hamm oder im Oberlandesgerichtsbezirk Düsseldorf haben.

## Gebäude

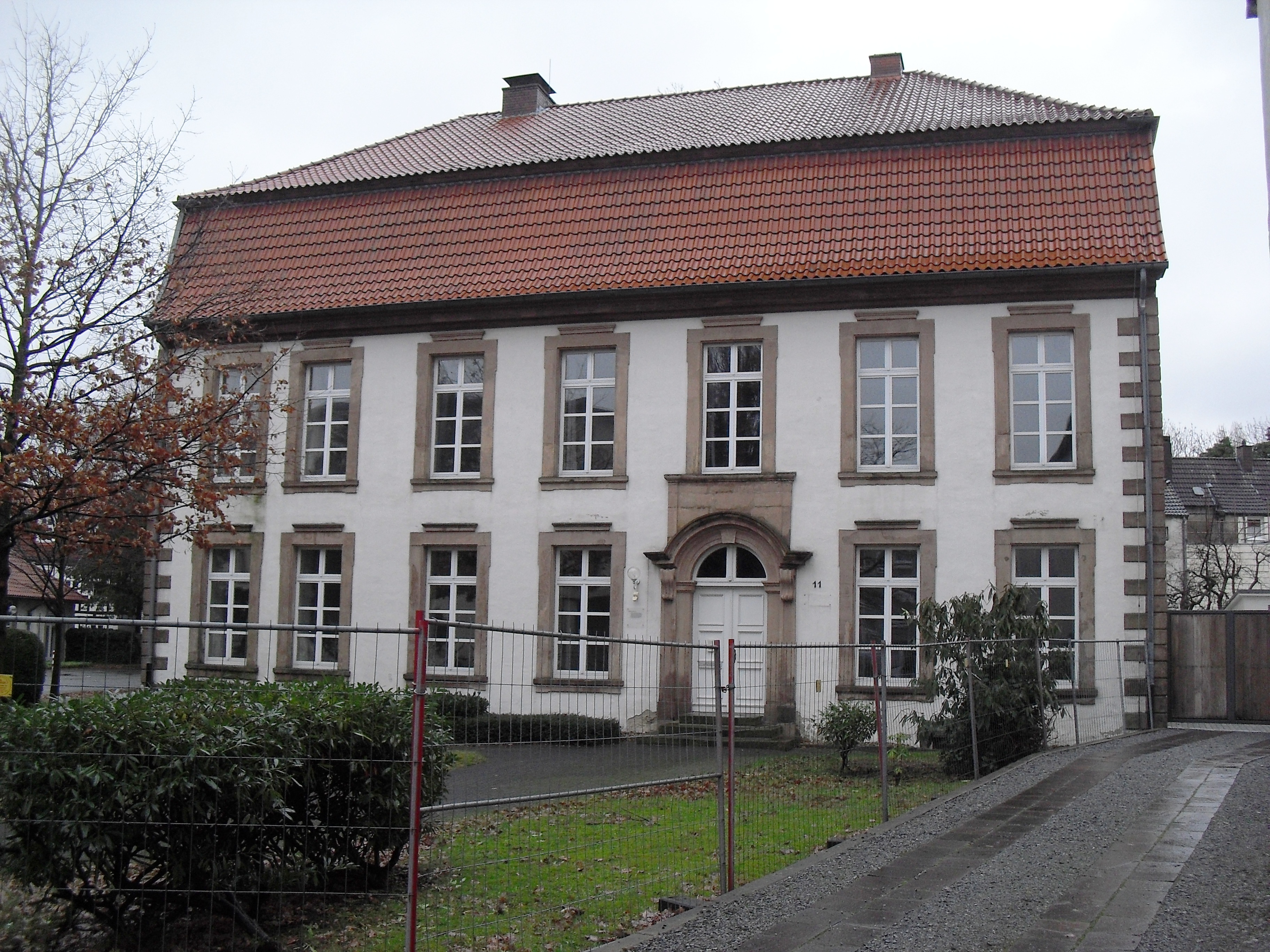
Hardehauser Hof, von 1976 bis 2008 Außenstelle des AG Paderborn

Das Amtsgericht ist gemeinsam mit dem übergeordneten Landgericht Am Bogen 2–4 untergebracht. Eine Nebenstelle befand sich bis 2008 im Hardehauser Hof neben der Busdorfkirche.

## Geschichte
In Salzkotten bestand von 1849 bis 1879 das Kreisgericht Paderborn. Im Rahmen der Reichsjustizgesetze wurden 1879 reichsweit einheitlich Oberlandes-, Land- und Amtsgerichte gebildet. Das königlich preußische Amtsgericht Paderborn wurde durch die Verordnung Nr. 8573 aus der Gesetz-Sammlung Nr. 25 für die Königlich Preußischen Staaten vom 26. Juli 1878 aufgrund des § 21 des Ausführungsgesetzes zum Deutschen Gerichtsverfassungsgesetz vom 24. August 1878 zum 1. Oktober 1879 gegründet. Sein Gerichtsbezirk umfasste den Kreis Paderborn ohne die Teile, die dem Amtsgericht Delbrück zugeordnet waren. Am Gericht bestanden 1880 drei Richterstellen. Das Amtsgericht war damit das größte Amtsgericht im Landgerichtsbezirk.
In Folge der Weltwirtschaftskrise wurden 60 Amtsgerichte auf Grund von Sparverordnungen aufgehoben. Mit der Verordnung über die Aufhebung von Amtsgerichten vom 30. Juli 1932 wurden das Amtsgericht Lichtenau zum 30. September 1932 aufgehoben und sein Sprengel dem Amtsgericht Paderborn zugeordnet. Mit dem gleichen Gesetz wurde auch das Amtsgericht Fürstenberg aufgehoben. Aus dessen Sprengel kamen die Gemeinden Dalheim-Blankenrode und Haaren zum Amtsgericht Paderborn.

## Über- und nachgeordnete Gerichte
Dem Amtsgericht Paderborn ist das Landgericht Paderborn übergeordnet. Zuständiges Oberlandesgericht ist das Oberlandesgericht Hamm.